# نعيم سعد
نعيم سعد مبارك فرج ، من مواليد 1957 ، لاعب كرة قدم كويتي سابق. كان يلعب مع نادي التضامن الكويتي. لعب مع منتخب الكويت لكرة القدم في عدة بطولات منها كأس العالم 1982، كأس الخليج 1979 وقد سجل هدف في مرمى منتخب الإمارات لكرة القدم وكأس الخليج 1986 وقد سجل هدف في مرمى منتخب العراق لكرة القدم.

## سيرته
يعد اللاعب نعيم سعد احد ابرز لاعبي الجيل الذهبي للكرة الكويتية، حيث بدأ حياته الرياضية عبر التحاقه باشبال نادي التضامن الكويتي في أواخر الستينيات وظل في ناديه حتى الاعتزال ، كما مثل نادي القادسية في سباقات 100م و200م، والسبب اخواه محمد وصالح نجوم المنتخب الوطني في العاب القوي وابطال الكويت لـ 400م حواجز وعدو، ويدين بالفضل للمدرب البرازيلي كارلوس البرتو الذي كانت له بصمة كبيرة في تطور ادائه كظهير ايمن واصراره على التواجد ضمن التشكيلة في كأس العالم 1982 رغم جاهزية زميله اللاعب حمود فليطح.

## روابط خارجية
- نعيم سعد على موقع الاتحاد الدولي (مؤرشف)  (الإنجليزية)
- نعيم سعد على موقع قاعدة بيانات كرة القدم.إي يو (الإنجليزية)
- نعيم سعد على موقع ناشيونال فوتبول تيمز (الإنجليزية)
- نعيم سعد على موقع عالم كرة القدم.نت (الإنجليزية)
- نعيم سعد على موقع كووورة
- نعيم سعد على موقع أوليمبيديا (الإنجليزية)